# Atlantasellus cavernicolus
Atlantasellus cavernicolus is een pissebed uit de familie Atlantasellidae. De wetenschappelijke naam van de soort is voor het eerst geldig gepubliceerd in 1979 door Sket.